# جام خیریه انگلستان ۱۹۳۷
 جام خیریه انگلستان ۱۹۳۷ ، ۲۴امین رقابت سالانه مابین قهرمانان لیگ دسته اول فوتبال انگلستان و جام حذفی فوتبال انگلستان است.
این مسابقه در تاریخ ۳ نوامبر ۱۹۳۷ مابین تیم‌های منچستر سیتی و ساندرلند در ورزشگاه ماین رود منچستر برگزار شده‌است.
تیم منچستر سیتی در این مسابقه با نتیجه دو بر صفر به پیروزی رسید.

## جزئیات مسابقه
| منچستر سیتی  | ۲ – ۰ | ساندرلند |
| ------------ | ----- | -------- |
| هرد · دوهرتی |       |          |